# Жінки в створенні коміксів

Персополіс — автобіографічна книга-комікс Марджан Сатрапі про її юність в Ірані під час Ісламської революції (2000)

Хоча художниці коміксів здавна становлять меншість в індустрії, вони справили помітний вплив з самого зародження коміксів. Наразі все більше художниць отримують визнання в медіа. Мисткині працювали в усіх жанрах: від супергероїки до романтики, від вестерну до війни, від криміналу до жахів. 
У деяких країнах, як-от Японія та Південна Корея, мисткині коміксів похитнули традиційний ринок і досягли широкого загального успіху.

## Америки

### США

#### Газетні комікси
На початку ХХ століття, коли ринок газетних коміксів у США був у зародковому стані, Вільям Рендольф Герст привів художницю Нелл Брінклі з конкуруючого Denver Post, і хоча вона сама не робила комікси, її романтичні та гламурні образи стали джерелом натхнення для покоління художниць та художників коміксів.
Ще одним популярним стилем того часу були милі комікси з круглощокими дітьми, схожими на ляльку. У 1909 році Роуз О'Ніл створила The Kewpies, серію, яка триває десятиліттями і широко використовується в різних маркетингових цілях.
Інша мультиплікаторка, Ґрейс Відерзайм (також відома як Ґрейс Дрейтон і Ґрейс Ґеббі), працювала в подібному ракурсі та з 1910-х до 1930-х років створила безліч серіалів з дітьми-херувимами, які носять такі імена, як Тудлз, Дімплез, Доллі Дінґл і Дотті Дарлінґ. Вона також була творчинею «Campbell kids», які Campbell Soup використовував у маркетингових цілях до 1930-х років. Її сестра Маргарет Ґейс також часто співпрацювала з нею над кількома її роботами.
У 1910-х роках газетна карикатуристка Фей Кінг малювала ранні автобіографічні комікси в The Denver Post і Cartoons Magazine.
У 1918 році Едвіна Дамм створила тривалий серіал «Кеп Стаббс і Типпі» про хлопчика і собаку, хоча жвавий пес незабаром став найпопулярнішим персонажем. Серіал йшов до 1960-х років.
У 1920-х роках у США відбувся економічний бум і широкі соціальні зміни, що призвело до появи «флепперок» — жіночої субкультури, яка в той час приділяла велику увагу ЗМІ. Флепперки любили вечірки, джазову музику та безкоштовні побачення, а також кидали виклик багатьом соціальним нормам щодо жінок того часу. Кілька мультиплікаторок підхопили стереотип про флепперок, часто працюючи в стильному стилі ар-деко, в тому числі Етель Гейс (з її коміксом Маріанна та її відомим мультфільмом Флаппер Фанні), Вірджинія Г'юґет (Джентльмени віддають перевагу блондинкам, Жінки в суспільстві), Ґледіс Паркер (Гей і її банда) і Марджорі Гендерсон Бьюелл (Лиха точка).
У 1930-х роках у США вразила велика депресія, і історії про бідні, але щасливі сім’ї та їх стоїчну боротьбу, щоб заробити на життя, стали популярними. Марта Орр створила одну з найуспішніших серіай, Apple Mary, про літню жінку, яка продає яблука по сусідству в 1932 році.
Розповіді про остаточну долю серії відрізняються. Більшість джерел стверджують, що в 1938 році вона залишила її своїй помічниці Дейл Коннер, яка перейменувала його в Мері Ворт, хоча у власному обліковому записі King Features Syndicate стверджується, що Apple Мері згорнулася, а Мері Ворт стала його заміною. У 1940 році був залучений новий письменник Аллен Сондерс, і Коннер і Сондерс почали підписувати стрічку спільним псевдонімом «Дейл Аллен», який залишився після того, як Коннер залишила серію. Mary Worth зарекомендувала себе успішною концепцією, і вона досі поширюється по всьому світу.
У 1935 році Марджорі Гендерсон Бьюелл («Мардж») створила коміксну панель «Маленька Лулу», згодом породивши успішну серію коміксів Джона Стенлі та Ірвінга Тріппа. Цей персонаж надихнув назву організації Friends of Lulu, організації, яка сприяє читанню та написанню коміксів для дівчат і жінок.
У 1940 році художниця-ветеранка Дейл Мессік створила комікс «Бренда Старр, репортерка» про гламурну репортерку з любовним життям, схожим на мильну оперу. Після того, як Мессік залишила серіал, його продовжили виключно інші художниці.
У 1941 році Тарпе Міллс створила стрічку про супергероїню «Міс Ф’юрі» для Sunday pages. Вразивши аудиторію, вона малювала стрічку до 1951 року.
Джекі Ормс була першою національно синдикованою темношкірою художницею коміксів зі своєю серією «Торчі Браун», створеною у 1937 році як пригодницька гумористична стрічка, яка тривала три роки, і знову охоплена в 1950 році як «Серцебиття Торчі Браун», в основному перероблена як чорна версія Бренди Старр, Репортерка, молода темношкіра однойменна героїня, натикаючись на пригоду за пригодою, переходить від одного любовного інтересу до іншого, хоча серія також розглядала більш серйозні теми, такі як расовий фанатизм та забруднення навколишнього середовища. Серія так і не мала широкого успіху, оскільки її підхопили лише чорні газети.
У 1940-х роках підліткові комікси стали популярним жанром. Це був досить приземлений жанр, здебільшого комедійний і рекламований для молодих підліток, де молоді, часто зухвалі, підлітки переживали різні проблеми з протилежною статтю та побаченнями. Серед відомих художниць Гільда Террі (Тіна, 1941), Марті Лінкс (Еммі Лу, 1944) та Лінда Волтер (Сьюзі К. Сміт разом зі своїм чоловіком Джеррі Волтером над сценаріями). Усі ці три художниці раніше працювали у сфері моди. У 1951 році, після деяких внутрішніх суперечок всередині організації, Террі стала першою художницею, прийнятою до Національного товариства карикатуристів США.
Інші успішні стрічки включають напівавтобіографічну Кеті Кеті Гізвайт про невротичну містянку та її проблеми з покупками та романтикою та Лінн Джонстон «На краще чи на гірше» про родину Паттерсонів та їхні сімейні стосунки.
Цикл Ніколь Голландер «Сільвія» розповсюджується на національному рівні в Tribune Media Services є відверто феміністичним, містить багато гострих соціальних коментарів на додаток до гумору, заснованого на характерах. Цикл подано у 19 опублікованих книгах. Сильна особистість Сільвії та різко критичні погляди відрізняють її від менш наполегливих героїнь мультфільмів.
Через часто суворі вимоги синдикатів до повторюваних персонажів і небажання ризикувати образити аудиторію, деякі карикатуристки пішли в самосиндикацію, щоб зберегти контроль над своєю роботою. Деякі тривалі комікси, що самосиндикуються, — це феміністська Maxine or Laughing Gas від карикатуристки та авторки Маріан Генлі (не плутати з персонажем Джона М. Вагнера), а також сюрреалістичний Way Lay або Story Minute, написаний ветеранкою андеґраунду Керол Лей.

#### Мейнстрімні комікси
Книги коміксів також були створені рядом художниць.
Так, видавництво Fiction House використовувало багато мультиплікаторок, як у штаті, так і через Eisner & Iger, одного з посередників виробництва коміксів тієї епохи, який постачав комікси на вимогу видавців. У той час були популярні жанри, орієнтовані на екшн та пригодницьку діяльність, і сильною стороною Fiction House були здібні та красиві героїні, які працювали пілотесами, детективками чи авантюристками в джунглях. Серед жінок, які працюють у видавництві, Лілі Рене, Френ Гоппер з Lambiek Comiclopedia та майбутні художниці-романтикині Рут Аткінсон та Енн Брюстер. Ці оповідання також часто писала письменниця: Рут Рош, пізніше редакторка. Перш ніж здобути славу як кримінальна романістка, Патрісія Гайсміт писала для «Чорного терору» та інших коміксів.
У 1950-х роках Марі Северін часто була колористкою EC та Atlas / Marvel, пізніше також малювала власні історії. Її стиль зробив її частою дописувачкою до сатири Marvel Not Brand Echh кінця 1960-х. Іншою плідною художницею була Рамона Фрадон, яка намалювала Аквамена і була співавторкою Метаморфо.
До пізніших мисткинь та письменниць належать Енн Ноченті (творчиня Тифозної Мері та Лонгшота), Луїза Сімонсон (авторка Power Pack), Джун Брігман (художниця Power Pack), Гейл Сімон (West to Tranquility), Девін Ґрейсон (авторка Бетмена), Беккі Клунан, перша художниця Бетмена, Марджорі Лю (письменниця The Amazing X-Men), Сара Пічеллі (Ultimate Spider-Man), Г. Віллоу Вілсон (Ms. Marvel), Аманда Коннер (художниця Power Girl) і Келлі Сью ДеКонік (Pretty Deadly, Bitch Planet) у Image Comics.

#### Андеграундні, альтернативні і незалежні комікси
Рух андеграундних коміксів приваблював художниць, оскільки дозволяв більш зрілі теми та особисту роботу, ніж комерційна газета та індустрія коміксів того часу. Піонеркою на цьому ринку була Тріна Роббінс, рушійна сила у створенні перших жіночих коміксів It Ain't Me, Babe і All Girl Thrills, а пізніше засновниця серії антології Wimmen's Comix. Роббінс написала кілька книг про художниць та їхні комікси.
Іншою серією коміксів, що складаються з жіночих коміксів, був Tits & Clits Comix, заснований Лін Чевелі та Джойс Фармер, які були натхненні чесністю андеграундних коміксів, але вражені частими сексистськими поглядами та ставленням чоловіків. З переконанням, що стать є політичною, серія була створена з акцентом на стать і сексуальність з жіночої точки зору.
Художниці, які виросли з цього руху, включають Лі Маррс (Pudge Girl Blimp про одержиму хіпі), Шарі Фленнікен (Тротс і Бонні про дівчинку та її собаку, яка намагається осмислити своє заміське життя), Алін Комінскі (The Bunch, автобіографічне зображення її найменш втішних сторін) і Дорі Седа (автобіографічні оповідання).
Після того, як андеграундна сцена перетворилася на альтернативну, художниці продовжували зосереджуватися на автобіографічних роботах, таких як Деббі Дрекслер (Дівчинка тата, 1996, про інцест і сексуальне насильство в дитинстві) і Фібі Глокнер (Щоденник підлітки, 2002).
Невибачливе ставлення сцени також надихнуло художниць за межами США, таких як канадійка Джулі Дусет, чий сюрреалістичний напівавтобіографічний серіал «Брудний сюжет» став всесвітнім культовим фаворитом у 1990-х роках.
Андеграундний/альтернативний ринок дозволив більш відкрите зображення сексуальності, і в 1970-х і 1980-х роках відкрито лесбійські та бісексуальні мисткині розповідали свої історії у формі коміксів, наприклад, Мері Вінгс (художниця першого коміксу Come Out Comix для всіх лесбійок). (1973)), Роберта Грегорі (Bitchy Bitch, і часто бере участь у Gay Comix) та Елісон Бечдел (Dykes to Watch Out For і графічний роман Fun Home, 2006).
На незалежному ринку, який почав з’являтися з 1970-х років, Венді Піні разом зі своїм чоловіком Річардом Піні розпочали натхненну мангою серію Elfquest, яка незабаром стала великим хітом.
Коллін Доран створила свій культову серію космічної опери «Віддалений ґрунт», опубліковану на початку 1980-х у невеликих фанзінах у пресі, а потім видану Доран на початку 1990-х (перейшла до Image Comics у 1996 році).
Серед інших популярних художниць – Донна Барр (Післівний персик, про вигаданого брата-гея Ервіна Роммеля), Джилл Томпсон (Scary Godmother, дружня відьма в оточенні Гелловіна) і Лінда Медлі (Castle Waiting, повсякденне життя казкових персонажів).

#### Вебкомікси
Багато художниць знайшли свою славу у вебкоміксах і пізніше опублікували друковані копії своїх робіт, наприклад, Кейт Бітон для Hark! A Vagrant!, і Hyperbole and a Half Еллі Брош. Інші, як Емілі Керролл (відома за вебкоміксом His Face All Red), продовжили роботу над іншими мультимедійними проєктами, такими як Керролл Gone Home.
Серед художниць вебкоміксів є такі письменниці та ілюстраторки, як Кейт Лет (канадійка), Даніель Корсетто, Ремсі Бейєр, Люсі Ніслі, Еббі Говард, Мадлен Флорес (Час пригод), Дороті Гембрелл, Ліз Принс та Еріка Моен, яка працювала з Ґрейс Елліс та Н.Д. Стівенсон про популярну альтернативну серію принтів Lumberjanes.

## Азія
Серед країн з великим відсотком авторок коміксів є Японія та Південна Корея.

### Японія
Першою значною художницею манги була Мачіко Хасегава, творчиня сімейної Sazae-san, запущеної в 1946 році в газеті Асахі Сімбун. Вона діяла кілька десятиліть.
Комікси, призначені для дівчат (шоджьо манга), мають довгу історію в Японії. Вони виросли з журналів про стиль життя, спрямованих на дівчат і підлітків на початку ХХ століття. У цих журналах були романтичні оповідання та модні ілюстрації під керівництвом чоловічої редакції.
У 1953 році «Бог манги» Осаму Тедзука опублікував свій класичнний твір «Принцеса-лицар» з довшим, складнішим сюжетом і гендерно неоднозначною головною героїнею. Ця манга справила великий вплив на багатьох японських творців та творчинь.
У 1950-х роках з’явилися щомісячні журнали «Рібон» і «Накайоші», а в 1963 році — тижневик «Шоджьо Френд» і «Маргарет». Більшість із цих ранніх коміксів були написані такими людьми, як Тецуя Чіба, Міцутеру Йокояма та Фудзіо Акацука. Їм не вдалося залучити широку читацьку аудиторію.
У 1960-х роках Йошіко Нішітані створила роботи, в яких головні ролі виконали гламурні дівчата-підлітки, а центральна тема — колись табуйовані романи. Це допомогло підготувати шлях до великої хвилі в кінці 1960-х - початку 1970-х, коли вільні зв'язки жінок, які пізніше назвали групою 24 року, об'єднали оповідання Тедзуки про "історійну мангу" з романтичним художнім стилем зі способу життя дівчат. Це відбилося у журналах у процесі революції в жанрі як у візуальних експериментах (включаючи макети сторінок, схожих на монтаж), так і в сюжетах.
Деякі з художниць, такі як Кейко Такемія та Мото Хагіо, написали історії про молодих коханців-геїв, залучених у трагічні стосунки. Ці історії виявилися надзвичайно популярними і породили жанр яой, досі дуже популярний (Пізніше Кейко Такемія зняла популярний науково-фантастичний фільм «Назустріч Террі»).
Відтоді комікси для дівчат були процвітаючою галуззю, яку, загалом, створювали й читали жінки, займали помітну частину ринку, і, оскільки манга стає все більш популярною за кордоном, впливаючи і на західні країни.
Пізніші популярні художниці включають дуже плідну й успішну Руміко Такахаші (малювала в основному історії для хлопчиків сьоненів), Хірому Аракава (Стальнометалевий алхімік), Кадзуе Като (Блакитний екзорцист), а також жіночий колектив Clamp.
Японія не тільки випускає комікси для дітей та підлітків і підліток, але також має сцени сейнен (дорослі чоловіки) і дзьосей (дорослі жінки), що дозволяє використовувати більш зрілі теми та сюжетні лінії.
Багато мисткинь, які працюють на цьому ринку, отримали широке визнання серед альтернативних сцен коміксів у США та Європі, включаючи таких художниць, як Кіріко Нананан, Мойоко Анно, Джунко Мізуно та Кан Такахама [Архівовано 3 квітня 2022 у Wayback Machine.].

### Південна Корея
Корейські комікси відомі як манхва (етимологічно схожий на японську мангу). Комікси стали популярними особливо в 1950-х і 1960-х роках. Жанр сунйонґ (sunjŏng) став особливо популярним серед молодих дівчат і жінок. Корейська асоціація художниць коміксів (KWCA) обслуговувала жінок. Вона була заснована 2 грудня 1997 року, і вебсайт був активний з 2001 по 2012 рік. У 2019 році ділянку використовували для Асоціації дерев’яної архітектури.
Уродженка Південної Кореї Кеум Сок Джендрі-Кім порушила конвенції, публікуючи важкі комікси з великим політичним змістом. Серед її графічних романів — «Пісня мого батька», «Дзисеуль», «Когаєї» та відзначений нагородами «Грасс» (2019), історія про корейську дівчину, примушену в сексуальне рабство для японських військових під час Другої світової війни. Грасс [Архівовано 24 жовтня 2021 у Wayback Machine.] була нагороджена премією Гарві за найкращу міжнародну книгу [Архівовано 31 серпня 2020 у Wayback Machine.] 2020 року та номінована на кілька інших видатних нагород.

## Європа
Хоча в середовищі творців коміксів художниці завжди складали меншість, вони працювали в медіа з перших днів його існування. Однією з перших художниць була Марі Дюваль, яка разом зі своїм чоловіком Чарльзом Генрі Россом була співавторкою і художницею одного з найперших персонажів сучасних мультфільмів і коміксів Еллі Слопер.
Туве Янссон найбільш відома як письменниця, але вона також писала та малювала комікси зі своїми героями мумі-тролями у 1950-х роках, які містили ті ж поетичні якості, що й її книги.
У Великій Британії Посі Сіммондс розпочала свою кар'єру в 1979 році з щотижневого комікса «Лиха трійка святого Ботольфа» для The Guardian про щоденне життя трьох колишніх шкільних друзів, яке тривало протягом десятиліття. Вона також написала дитячі книжки, часто у формі коміксів, такі як «Фред» (до якого пізніше зробили успішний анімаційний випуск) і «Лулу та літаючі немовлята». У 1990-х і 2000-х роках вона створила більш серйозні роботи, натхненні літературними класиками, такими як Джеммою Бовері та Тамарою Дрю.

### Франція/Бельгія
Першою ветеранкою франко-бельгійського ринку була Ліліан Функен (до шлюбу Шорілс), яка об’єдналася зі своїм чоловіком Фредом Функеном (теж ветеран коміксів), щоб почати довготривалу кар’єру з журналом Tintin з 1950-х до 1980-х, де пара співпрацювала над коміксами та ілюстраціями. Вони прийняли реалістичний стиль і в основному спеціалізуються на історичних роботах.
Однією з найперших успішних художниць була Клер Бретешер, яка розпочала свою кар'єру в 1960-х роках і відома гумористичною серією Les Frustrés і співтворчістю журналу L'Écho des savanes разом з Готлібом і Мандрикою.
У 1976 році був заснований французький журнал Ah! Нана. Він був натхненний феміністичним андеграундним коміксом США, опублікованим Humanoïdes Associés, і був спробою відділитися від журналу Metal Hurlant з більшістю художниць. У ньому намагалися дотримуватися рок-н-ролу колишнього журналу, а іноді показували чоловіків-виконавців з журналу, таких як Жак Тарді та Мебіус. Кожен випуск був побудований навколо теми, як-от нацизм або гомосексуальність. Випуск 7 за 1978 р. про садомазохізм вважався порнографією, і його заборонялося продавати людям віком до 18 років, правило, яке в подальшому забороняло кіоскам рекламувати журнал, таким чином відрізавши багато ринкових точок. Зрештою, це змусило скасувати видання журналу через погані продажі, через засоби, які авторство розглядало як цензуру феміністського голосу. Останній випуск був номер 9, присвячений інцесту. Відтоді на франко-бельгійському ринку не з’явилося жодного подібного журналу коміксів, але він допоміг розпочати або консолідувати кар’єру Шанталь Монтельє (феміністка, політична фантастка), Ніколь Клавелу (сюрреалістичне фентезі) та Флоренс Кестас (кумедні мультфільми).
Іншою письменницею, яка з’явилася в цей час, була Енні Гетцінгер, яка працювала в стилі реалістичного модерну та малювала пригоди з героїнями. Вона часто співпрацювала з П'єром Крістіном і отримала дві нагороди на фестивалі в Ангулемі.
На початку ХХІ століття Марджан Сатрапі випустила відомий «Персеполіс» про своє дитинство та повноліття в політично турбулентному Ірані та Європі.

## Подальше читання
- Horn, Maurice. Women in the Comics (Chelsea House; New York, London; 1977) ISBN 0-87754-056-X; (trade paperback) ISBN o-97754-205-8
- Robbins, Trina. From Girls to Grrrlz: A History of Women's Comics from Teens to Zines (Chronicle, 1999) ISBN 0-8118-2199-4
- Robbins, Trina. The Great Women Cartoonists (Watson-Guptill, 2001) ISBN 0-8230-2170-X
- Yronwode, Catherine and Robbins, Trina. Women and the Comics (Eclipse, 1983) ISBN 0-913035-01-7